# Североизточен окръг
Североизточна област (на английски: South-East District) на Ботсвана има площ 5199 квадратни километра и население 180 800 души (по изчисления за август 2018 г.). На изток граничи със Зимбабве. Столицата на Североизточната област е град Франсистаун, който има над 110 000 души население и е вторият по големина град в Ботсвана.